# Cataulacus micans
Cataulacus micans é uma espécie de formiga do gênero Cataulacus, pertencente à subfamília Myrmicinae.